# Sainte-Luce (Martinique)
Pour les articles homonymes, voir Sainte-Luce.
Sainte-Luce est une commune française, située dans le département de la Martinique en région du même nom. Le gentilé est Lucéen(ne).
C'est à côté de Sainte-Luce, à Trois-Rivières qu'est distillé le célèbre rhum Trois Rivières.

## Géographie

### Localisation
Sainte-Luce est une ville de la côte Sud de la Martinique.
Elle est constituée de plusieurs petits quartiers comme Trois Rivières (quartier connu pour son rhum du même nom), Monésie, l'Epinay ou encore les Coteaux.
Sainte-Luce est voisine de plusieurs communes, notamment du Marin, Diamant, Rivière-Salée, Saint-Esprit et Rivière-Pilote.
La commune de Saint-Luce est principalement composée de mornes qui permettent d'avoir de magnifiques panoramas des quartiers les plus élevés (l'Epinay, Bellevue Ladour, etc.). Des points les plus élevés de Sainte-Luce, il est possible d'observer La roche gravée (pétroglyphe) de la forêt de Montravail, de la commune de Sainte-Luce l'intégralité de la Martinique alors que le bourg est situé près du bord de mer.
Sainte-Luce est traversée par la RN 5, axe principal de l'ile. Le pont sur le Trou au Diable se situe sur la commune. Elle est aussi à l'extrémité de la route des Anses.

## Urbanisme

### Typologie
Sainte-Luce est une commune rurale, car elle fait partie des communes peu ou très peu denses, au sens de la grille communale de densité de l'Insee,,,. 
Elle appartient à l'unité urbaine du Robert, une agglomération intra-départementale regroupant 11 communes et 129 747 habitants en 2022, dont elle est une commune de la banlieue,.
Par ailleurs la commune fait partie de l'aire d'attraction de Fort-de-France, dont elle est une commune de la couronne. Cette aire, qui regroupe 28 communes, est catégorisée dans les aires de 200 000 à moins de 700 000 habitants,.
La commune, bordée par l'Océan Atlantique au sud, est également une commune littorale au sens de la loi du 3 janvier 1986, dite loi littoral. Des dispositions spécifiques d’urbanisme s’y appliquent dès lors afin de préserver les espaces naturels, les sites, les paysages et l’équilibre écologique du littoral, par exemple le principe d'inconstructibilité, en dehors des espaces urbanisés, sur la bande littorale des 100 mètres, ou plus si le plan local d’urbanisme le prévoit,.

## Politique et administration

### Rattachements administratifs et électoraux
Sainte-Luce appartient à l'arrondissement du Marin et vote pour les représentants de l'Assemblée de Martinique. Avant 2015, elle élisait son représentant au conseil général dans le canton de Sainte-Luce, entité dont elle était le chef-lieu et unique commune.
Pour l’élection des députés, la commune fait partie de la quatrième circonscription de la Martinique.

### Intercommunalité
La commune accueille le siège de la communauté d'agglomération de l'Espace Sud de la Martinique.

## Population et société

### Démographie
L'évolution du nombre d'habitants est connue à travers les recensements de la population effectués dans la commune depuis 1961, premier recensement postérieur à la départementalisation de 1946. À partir de 2006, les populations de référence des communes sont publiées annuellement par l'Insee. Le recensement repose désormais sur une collecte d'information annuelle, concernant successivement tous les territoires communaux au cours d'une période de cinq ans. Pour les communes de moins de 10 000 habitants, une enquête de recensement portant sur toute la population est réalisée tous les cinq ans, les populations de référence des années intermédiaires étant quant à elles estimées par interpolation ou extrapolation. Pour la commune, le premier recensement exhaustif entrant dans le cadre du nouveau dispositif a été réalisé en 2004.

En 2022, la commune comptait 9 275 habitants, en évolution de −7,13 % par rapport à 2016 (Martinique : −4,11 %, France hors Mayotte : +2,11 %).
| 1961  | 1967  | 1974  | 1982  | 1990  | 1999  | 2009  | 2014  | 2019  |
| ----- | ----- | ----- | ----- | ----- | ----- | ----- | ----- | ----- |
| 3 653 | 3 978 | 4 124 | 4 478 | 5 881 | 7 724 | 9 684 | 9 900 | 9 487 |

| 2022  | - | - | - | - | - | - | - | - |
| ----- | - | - | - | - | - | - | - | - |
| 9 275 | - | - | - | - | - | - | - | - |

### Sports et loisirs
Equipements sportifs :
- Stade municipal de Sainte-Luce
- Plateau sportif du Bourg
- Terrain de beach volley à Corp de Garde

Clubs sportifs :
- l'Espoir de Sainte-Luce, football, volley-ball (ancien club d'Emmanuel Rivière, AS Monaco). Les joueurs connus de football de l'Espoir de Sainte-Luce sont : Emmanuel Rivière, ancien joueur de l'AS Monaco, de Newcastle United Football Club et de l'AS Saint-Étienne.

- FEP Monésie, football
- VCL 228 (Vélo Club Lucéen 228), cyclisme
- Le Squale Club, arts martiaux divers
- Le Phoenix Lucéen, Athlétisme

## Économie
Le taux de chômage, en 1999, pour la commune fut de 30,9 %.

## Culture locale et patrimoine

### Lieux et monuments
- Le front de mer au bourg de Sainte-Luce compte une dizaine de restaurants avec terrasse en bord de plage, animés le soir et renommés pour leur cuisine antillaise.
- La Forêt Montravail
- Les pétroglyphes amérindiens dans la forêt de Montravail témoignent de la présence des Indiens Caraïbes à l'époque précolombienne.
- La  distillerie de Rhum Trois Rivières est ouverte à la visite.
- Église Sainte-Lucie de Sainte-Luce. L'église est dédiée à sainte Lucie.

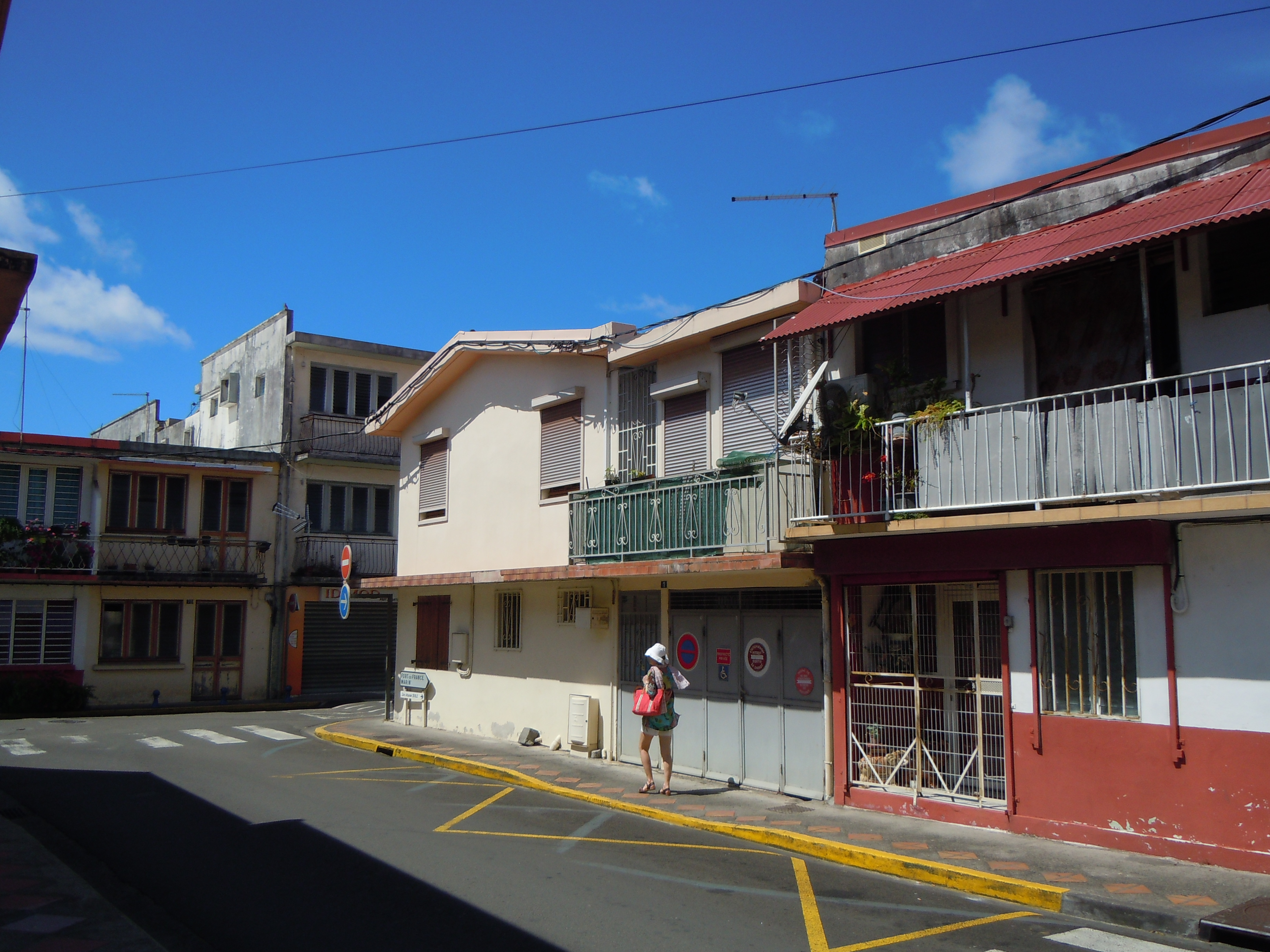
Rue Schoelcher au centre du bourg de Sainte Luce.
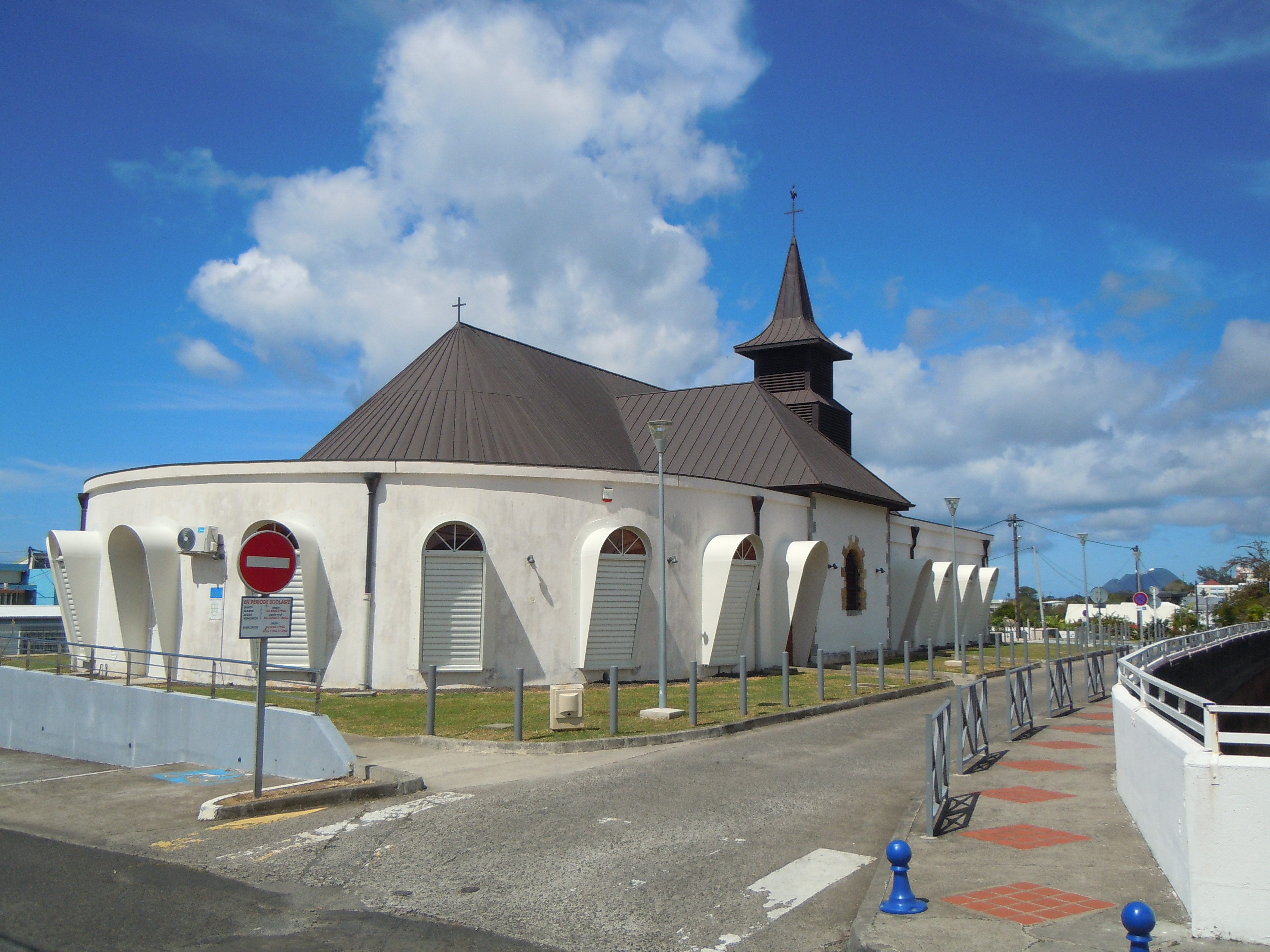
Église Sainte-Lucie.
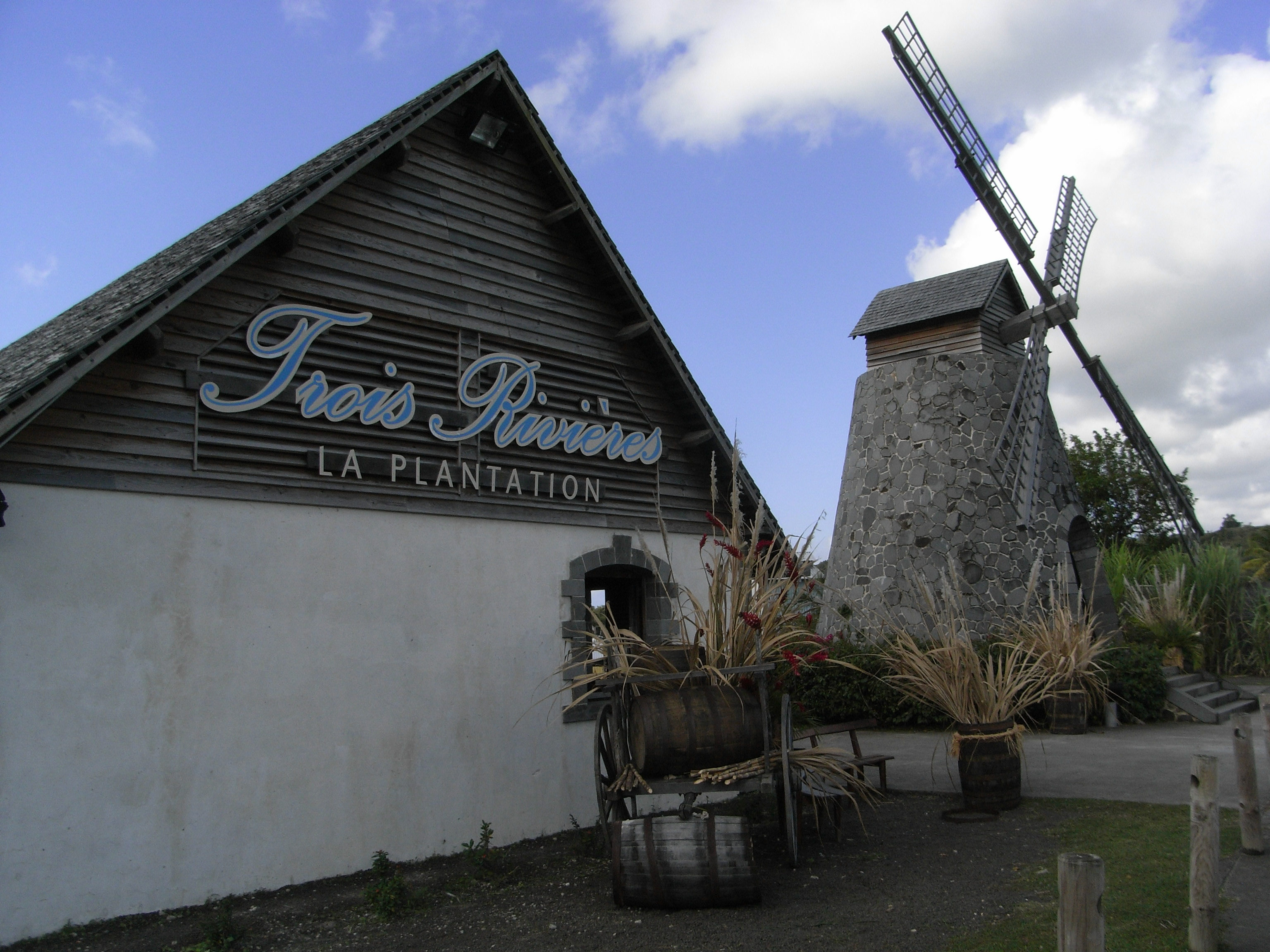
Rhumerie Trois Rivières
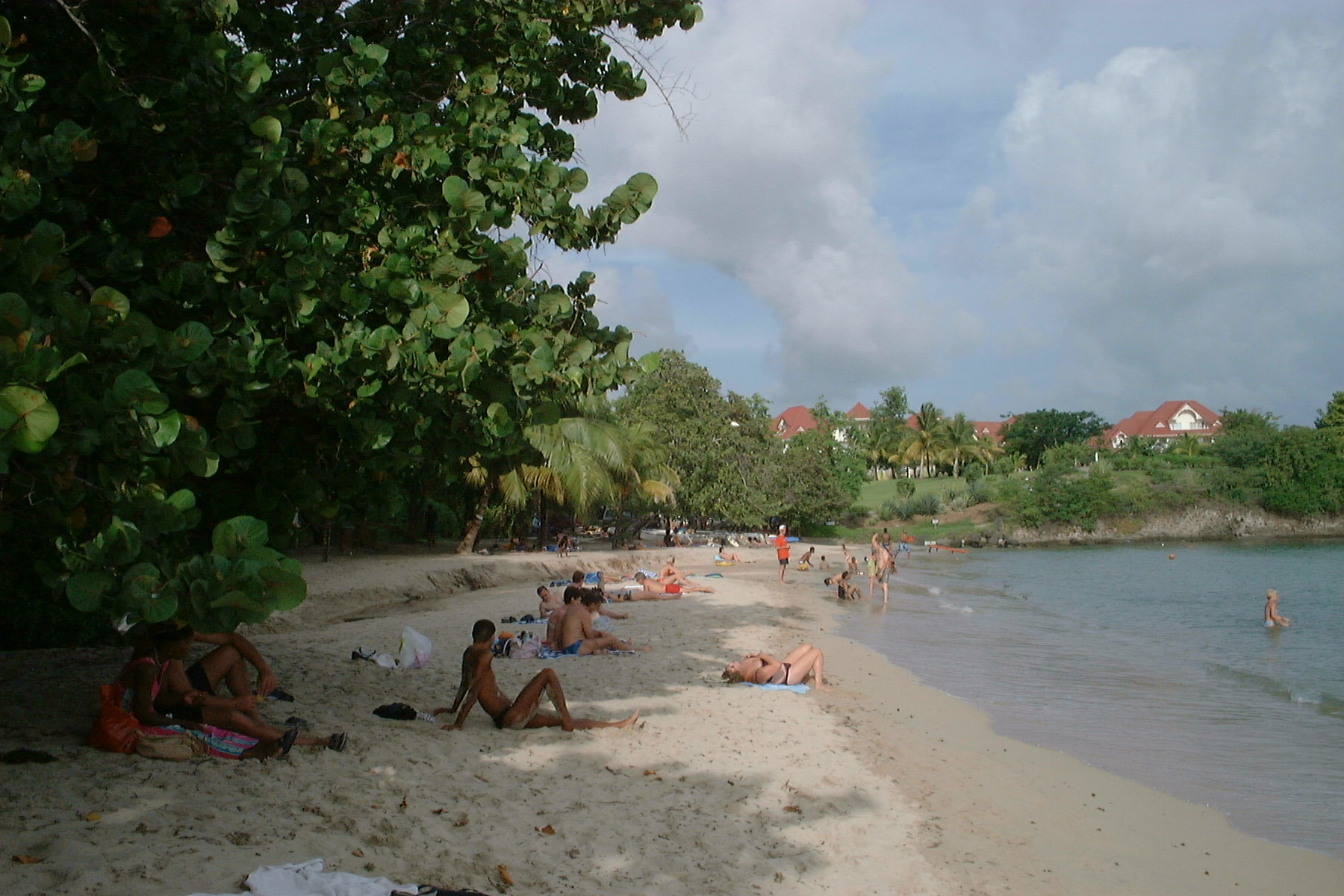
La plage de Gros Raisin à Sainte-Luce.

### Plages
- Anse Mabouya à Trois Rivières
- Plage de Corps de Garde
- Plage de Gros Raisin (première et deuxième anses)
- Plage de Pont Café (plage de Pierre et Vacances)

Vue panoramique du front de mer à Sainte-Luce.

### Personnalités liées à la commune
- Jean Maran, enseignant, maire de Sainte-Luce de 1965 à 1990, conseiller général de 1964 à 1994, conseiller régional de 1983 à 1985  et député de la Martinique de 1986 à 1988. Il fut aussi président du SIVOM SUD et président de l'association des maires de Martinique de 1977 à 1990.
- Jean-Philippe Nilor, conseiller général de Sainte-Luce de 2008 à 2015, conseiller régional de 2004 à 2012. Actuellement, il est député de la quatrième circonscription de la Martinique depuis 2012 et conseiller à l'Assemblée de Martinique depuis 2015. En février 2019, il fonde avec Marcellin Nadeau le parti politique Péyi-A.
- Jean Crusol, économiste, député européen de 1988 à 1989 et conseiller régional de 1992 à 1998 et de 2010 à 2015 et membre du Conseil Économique et Social de 1984 à 1994.
- José Trèfle, Volleyeur professionnel
- Emmanuel Rivière, ancien joueur de football professionnel de l'AS Monaco, de l'AS Saint-Etienne, de Newcastle United Football Club et de l'Equipe de France espoirs[18]. Il a passé son enfance dans la commune et a commencé sa carrière de footballeur à l'Espoir de Sainte-Luce.
- Médard Aribot, sculpteur martiniquais
- Paille (chanteur), chanteur de Dance Hall
- Suzanne Roussi, né aux Trois-Ilets mais ayant vécu à Sainte-Luce. Ecrivaine et épouse d'Aimé Césaire